# Muharrem Fejzo
Muharrem Fejzo (ur. 24 maja 1933 w Ersece, zm. 22 listopada 2020 w Tiranie) – albański reżyser, scenograf i rzeźbiarz.

## Życiorys
Ukończył liceum artystyczne „Jordan Misja” w Tiranie na kierunku rzeźby. Po studiach wystawiał własne rzeźby, ale równocześnie pracował jako scenograf w Teatrze Ludowym (alb. Teatri Popullor) w Tiranie. W 1958 r. podjął współpracę ze Studiem Filmowym Nowa Albania (alb. Kinostudio Shqiperia e Re), współpracując w przygotowaniu scenografii do filmu Burza. Od 1963 r. pracował jako asystent reżysera. W roku 1966 ukończył szkołę aktorską przy Teatrze Ludowym i rozpoczął pracę w teatrze w Kukësie, jako reżyser, a także jako dyrektor miejscowego domu kultury. W tym czasie jego rzeźby zdobiły ulice Wlory.
Debiut w roli reżysera – film Montatorja – przypadł na rok 1970. W swoim dorobku ma 14 filmów fabularnych. Największym sukcesem w tej dziedzinie stała się komedia Kapedani z 1972 r. Za swoją działalność artystyczną w 2001 otrzymał od władz Albanii tytuł Wielkiego Mistrza (Mjeshter i Madh). W 2015 opublikował wspomnienia pt. “Ta pathënat”. W 2017 zabrał głos w sprawie propozycji Agrona Tufy, aby zakazać w Albanii emisji filmów, zrealizowanych w okresie dyktatury komunistycznej. Fejzo uznał tę propozycję za absurdalną. Zmarł 22 listopada 2020 z powodu zakażenia koronawirusem COVID-19.
Jego syn Ardit jest znanym w Albanii piosenkarzem.

## Filmy fabularne
- 1970: Monterka
- 1972: Kapedani
- 1973: Operacja Ogień
- 1974: Eksplozja
- 1976: Krzyżujące się nici
- 1977: Gunie rzucone na druty
- 1978: Wiosna w Gjirokastrze
- 1979: Szkoła
- 1980: Nowe poranki
- 1981: Skarb
- 1983: Sam wśród ludzi
- 1985: Gorzka wiosna
- 1987: Podkłady
- 1989: Żywy mur

## Filmy dokumentalne
- 1974: Gjithmone ne rritje (Wszystko rośnie)
- 1974: Sirena ne Mallakastren time (Syrena w mojej Mallakastrze)
- 1976: Fshati mallor (Górska wieś)

## Odznaczenia
- Order Wolności (Kosowo, 2019)[5]